# Liste der Richtlinien und Vorschriften für das Straßenwesen in Österreich
Diese Liste der Richtlinien und Vorschriften für das Straßenwesen beinhaltet (Stand vom Mai 2015) die in Österreich gültigen Richtlinien und Vorschriften für den Entwurf, Bau und Betrieb von Straßen. Herausgeber der Richtlinien und Vorschriften ist die Forschungsgesellschaft Straße – Schiene – Verkehr.

## Allgemeines
- 01.01 Grundlagen
  - 01.01.10 Bestimmungen
    - 01.01.11 Bestimmungen für den EWR und die Türkei (September 2006)
- 01.02 Begriffsbestimmungen
  - 01.02.10 Technische Begriffsbestimmungen
    - 01.02.11 Bautechnik (April 2011)
    - 01.02.12 Asphalttechnik (April 2011)
- 01.03 Gestaltung und Aufbau von Regelwerken
  - 01.03.11 Gestaltung und Aufbau einer RVS (Mai 2011)
  - 01.03.12 Gestaltung und Aufbau von Leistungsbeschreibungen (August 2014)

## Verkehrsplanung
- 02.01 Grundlagen
  - 02.01.10 Verkehrsuntersuchungen
    - 02.01.11 Grundsätze der Verkehrsplanung (März 2013)
    - 02.01.12 Straßenverkehrszählungen (Juni 2015)
    - 02.01.13 Verkehrserzeugung von Einkaufszentren und Multifunktionalen Zentren (November 2014)
    - 02.01.14 Ermittlung von Projektkosten für Infrastrukturvorhaben (September 2012)

  - 02.01.20 Wirtschaftlichkeitsuntersuchungen
    - 02.01.22 Nutzen-Kosten-Untersuchungen im Verkehrswesen (Oktober 2010)
    - 02.01.23 Bewertung des Neuverkehrs im Rahmen einer Nutzen-Kosten-Analyse (Oktober 2010)
- 02.02 Verkehrssicherheit
  - 02.02.20 Sicherheitsuntersuchungen
    - 02.02.21 Verkehrssicherheitsuntersuchung (Oktober 2014)
    - 02.02.22 Verkehrskonfliktuntersuchung (März 1995)

  - 02.02.30 Allgemeines Sachverständigenwesen
    - 02.02.31 Der verkehrstechnische Sachverständige (Oktober 1993)
    - 02.02.32 Anwendungsgrundlagen f. d. verkehrstechn. Sachverständigen (August 2004)
    - 02.02.33 Road Safety Audit (Juli 2012)
    - 02.02.34 Road Safety Inspection (Juli 2012)
    - 02.02.35 Zertifizierung von Road Safety Auditoren und Road Safety Inspektoren (Straßenverkehrssicherheitsgutachter) (Juli 2012)
    - 02.02.36 Alltagsgerechter barrierefreier Straßenraum (September 2010)
    - 02.02.37 Geschwindigkeitsbeschränkungen (Februar 2015)

  - 02.02.40 Maßnahmen
    - 02.02.42 Empfehlungen zur Verbesserung der Sicherheit für den Motorradverkehr (August 2010)

  - Zugehörige Arbeitspapiere
    - Arbeitspapier Nr. 08 Verkehrssicherheitsbericht 2007 (Dezember 2007)
- 02.03 Öffentlicher Personennahverkehr (ÖPNV)
  - 02.03.10 Gestaltungsgrundsätze
    - 02.03.11 Optimierung des öffentlichen Personennahverkehrs (ÖPNV) (Oktober 1999)
    - 02.03.12 Behindertengerechte Ausgestaltung des öffentlichen Personennahverkehrs (ÖPNV) (Juni 2001)
    - 02.03.13 Anlagen des öffentlichen Personennahverkehrs (März 1979)
- 02.04 Mobilitätsmanagement
  - 02.04.11 Mobilitätszentralen (September 2007)
  - 02.04.12 Betriebliches Mobilitätsmanagement (Februar 2009)
  - 02.04.13 Sonderfahrstreifen für mehrfach besetzte Kraftfahrzeuge (mbk-Fahrstreifen) und Fahrgemeinschaften (September 2006)

## Straßenplanung
- 03.01 Grundlagen
  - 03.01.10 Planungsstufen / Erarbeitung von Projekten
    - 03.01.11 Beurteilung des Verkehrsablaufs auf Straßen (Juli 2012)
    - 03.01.12 Rahmenrichtlinie für Verkehrserschließung (Januar 1984)
    - 03.01.13 Kategorisierung und Anforderungsprofile von Straßen (Juli 2012)
- 03.02 Anlagen für den nichtmotorisierten Verkehr
  - 03.02.10 Nicht motorisierter Verkehr
    - 03.02.11 Einsatzkriterien für die Errichtung von Rad- und Gehwegen (Januar 1990)
    - 03.02.12 Fußgängerverkehr (Oktober 2015)
    - 03.02.13 Radverkehr (Februar 2014)
- 03.03 Freilandstraßen
  - 03.03.20 Trassierung
    - 03.03.21 Räumliche Linienführung (Juni 2001)
    - 03.03.23 Linienführung und Trassierung (August 2014)

  - 03.03.30 Querschnitte
    - 03.03.31 Querschnittselemente Freilandstraßen; Verkehrs- und Lichtraum (Mai 2005)
    - 03.03.32 Straßenböschungen (Mai 2005)
    - 03.03.33 Dreistreifige Querschnitte (2+1 Querschnitte) (Juni 2008)

  - 03.03.80 Ländliche Straßen
    - 03.03.81 Ländliche Straßen und Güterwege (April 2011)
- 03.04 Straßen im Ortsgebiet
  - 03.04.10 Straßenraumgestaltung
    - 03.04.11 Gestaltung öffentlicher Räume in Siedlungsgebieten (Oktober 2011)
    - 03.04.12 Querschnittgestaltung von Innerortsstraßen (Januar 2001)
    - 03.04.13 Kinderfreundliche Mobilität (November 2015)
    - 03.04.14 Gestaltung des Schulumfeldes (Juni 2003)

  - Zugehörige Arbeitspapiere
    - Arbeitspapier Nr. 27 Einsatzkriterien für Begegnungszonen (Juli 2014)
- 03.05 Knoten
  - 03.05.10 Planung, Dimensionierung, Gestaltung
    - 03.05.11 Planungsgrundsätze (Mai 2005)
    - 03.05.12 Plangleiche Knoten – Kreuzungen, T-Kreuzungen (März 2007)
    - 03.05.13 Gemischte und Planfreie Knoten (März 2001)
    - 03.05.14 Plangleiche Knoten – Kreisverkehre (Oktober 2010)
- 03.06 Eisenbahnkreuzungen
  - 03.06.10 Sicherung und Ausstattung
    - 03.06.13 Bedachtnahme auf behinderte Menschen (März 2006)
    - 03.06.14 Radverkehr (Juni 2008)

  - Zugehörige Arbeitspapiere
    - Arbeitspapier Nr. 09 Muster einer Betriebsvorschrift für eine Anschlussbahn im Eigenbetrieb (Februar 2005)
- 03.07 Nebenanlagen und sonstige Verkehrsflächen
  - 03.07.10 Abstellen von Fahrzeugen
    - 03.07.11 Organisation und Anzahl der Stellplätze für den Individualverkehr (Mai 2008)
    - 03.07.12 Pannenbuchten an Richtungsfahrbahnen (August 2014)

  - 03.07.20 Nebenanlagen
    - 03.07.22 Tankstellen (November 2002)

  - 03.07.30 Parkhäuser und Garagen
    - 03.07.31 Vorplanung zu Garagenstandorten (September 2010)
    - 03.07.32 Entwurfsgrundlagen für Garagen (September 2010)
    - 03.07.33 Technische Garagenausstattung (September 2010)

  - Zugehörige Arbeitspapiere
    - Arbeitspapier Nr. 01 Grundlagen und Motive bzgl. der Organisation und der Anzahl der Stellplätze für Fahrzeuge im Individualverkehr (Januar 2001)
- 03.08 Bautechnisches
  - 03.08.60 Bautechnische Details
    - 03.08.63 Oberbaubemessung (April 2008)
    - 03.08.64 Oberbauverstärkung von Asphaltstraßen (November 1992)
    - 03.08.65 Straßenentwässerung (November 2012)
    - 03.08.66 Böschungs-. Ufer- und Sohlsicherung mit Naturstein (November 2007)
    - 03.08.67 Verkehrssichere Durchlässe und Weganschlüsse (Mai 2007)

  - 03.08.70 Wirtschaftlichkeitsuntersuchungen
    - 03.08.71 Wirtschaftlichkeitsuntersuchung von Oberbaukonstruktionen im Straßenbau (Mai 2001)

## Umweltschutz
- 04.01 Grundlagen
  - 04.01.11 Umweltuntersuchung (April 2008)
    - 04.01.12 Umweltmaßnahmen (Oktober 2015)
- 04.02 Lärm und Luftschadstoffe
  - 04.02.11 Lärmschutz (März 2006)
  - 04.02.12 Ausbreitung von Luftschadstoffen an Verkehrswegen und Tunnelportalen (April 2014)
  - 04.02.13 Verkehrsberuhigung – Auswirkung auf die Lärm- und Luftschadstoffbelastung (Mai 2007)
  - Zugehörige Arbeitspapiere
    - Arbeitspapier Nr. 17 Ausbreitung von Luftschadstoffen an Verkehrswegen und Tunnelportalen – Anforderungen und Ausbreitungsmodelle (April 2014)
    - Arbeitspapier Nr. 18 Anwendungshinweise zur RVS 04.02.11 "Lärmschutz" (Mai 2015)
- 04.03 Flora und Fauna an Verkehrswegen
  - 04.03.11 Amphibienschutz an Straßen (September 2003)
  - 04.03.12 Wildschutz (September 2007)
  - 04.03.13 Vogelschutz an Verkehrswegen (Januar 2007)
  - 04.03.14 Schutz wildlebender Säugetiere (ausgenommen Fledermäuse) an Verkehrswegen (Dezember 2009)
  - 04.03.15 Artenschutz an Verkehrswegen (Oktober 2015)
  - Zugehörige Arbeitspapiere
    - Arbeitspapier Nr. 20 Fachliche Grundlage zur RVS 04.03.14 "Schutz wildlebender Säugetiere (ausgenommen Fledermäuse) an Verkehrswegen" (Dezember 2009)
    - Arbeitspapier Nr. 22 Fachliche Grundlage zur RVS 04.03.15 „Artenschutz an Verkehrswegen“ (Oktober 2015)
- 04.04 Boden und Gewässerschutz
  - 04.04.11 Gewässerschutz an Straßen (Januar 2011)
  - Zugehörige Arbeitspapiere
    - Arbeitspapier Nr. 26 Anwendungshinweise zur RVS 04.04.11 (Oktober 2014)
- 04.05 Bau
  - 04.05.11 Umweltbauaufsicht und Umweltbaubegleitung (Februar 2015)

## Verkehrsführung
- 05.01 Verkehrstelematik
  - 05.01.10 Verkehrsinformationssysteme – Grundlagen
    - 05.01.11 Bezugssysteme für straßenbezogene Informationen (November 2004)
    - 05.01.12 Ereignisse und Meldungen in kooperativen Verkehrsmanagementzentralen (September 2008)
    - 05.01.14 Intermodaler Verkehrsgraph Österreich – Standardbeschreibung GIP (Graphenintegrationsplattform) (März 2012)

  - 05.01.20 Stationierung von Straßen
    - 05.01.21 Grundlagen der Stationierung (November 1996)
    - 05.01.22 Kilometerzeichen (November 1996)
- 05.02 Leiteinrichtungen
  - 05.02.10 Verkehrszeichen und Ankündigungen
    - 05.02.11 Anforderungen und Aufstellung (Juli 2009)
    - 05.02.12 Beschilderung und Wegweisung im untergeordneten Straßennetz (Juli 2009)
    - 05.02.13 Beschilderung und Wegweisung auf Autobahnen (November 2013)
    - 05.02.14 Leittafeln (Juni 2002)
    - 05.02.15 Verkehrszeichenkatalog (Dezember 2015)

  - 05.02.20 Leitpflöcke
    - 05.02.21 Ausbildung und Anforderungen (Oktober 1980)
    - 05.02.22 Anordnung und Aufstellung (Oktober 1980)

  - 05.02.30 Rückhaltesysteme
    - 05.02.31 Anforderungen und Aufstellung (November 2007)

  - 05.02.40 Schneestangen
    - 05.02.41 Ausbildung und Anforderungen (Mai 2004)
    - 05.02.42 Anordnung und Aufstellung (Mai 2004)
- 05.03 Bodenmarkierungen
  - 05.03.11 Ausbildung und Anwendung von Bodenmarkierungen (Juli 2009)
  - 05.03.12 Auswahl von Bodenmarkierungen (März 2007)
- 05.04 Verkehrssteuerung
  - 05.04.20 Verkehrsleitung
    - 05.04.21 Verkehrsleitsysteme (Januar 2001)

  - 05.04.30 Verkehrslichtsignalanlagen
    - 05.04.31 Einsatzkriterien (Oktober 1998)
    - 05.04.32 Planen von Verkehrslichtsignalanlagen (Oktober 1998)
    - 05.04.33 Ausführung, Abnahme, Betrieb, Instandhaltung (Oktober 1998)
    - 05.04.34 Abnahme- und Prüfprotokoll (Oktober 1998)
    - 05.04.35 Evaluierung von Verkehrslichtsignalanlagen (Februar 2013)
    - 05.04.36 VLSA Plansymbole (November 2007)
    - 05.04.37 Unvollständige Verkehrslichtsignalregelung (August 2014)
- 05.05 Verkehrsführung bei Baustellen
  - 05.05.40 Baustellenabsicherung
    - 05.05.41 Gemeinsame Bestimmungen für alle Straßen (Mai 2012)
    - 05.05.42 Straßen mit getrennten Richtungsfahrbahnen (Mai 2012)
    - 05.05.43 Straßen mit zwei oder mehr Fahrstreifen je Fahrtrichtung (November 2003)
    - 05.05.44 Straßen mit einem Fahrstreifen je Fahrtrichtung (Februar 2016)
- 05.06 Verkehrssicherheitsmaßnahmen
  - 05.06.10 Blendschutz
    - 05.06.11 Visuelle Störwirkungen – Kriterien zu Standorten von Informationsträgern (Dezember 2011)
    - 05.06.12 Visuelle Informationsträger für verkehrsfremde Zwecke (November 2003)

  - 05.06.30 Fehlfahrtenvermeidung
    - 05.06.31 Maßnahmen gegen Geisterfahrer (Juni 2002)

## Leistungsbilder
- 06.01 Planung-Neubau
  - 06.01.10 Vermessungswesen und Geoinformation
    - 06.01.11 Ziel- und Aufgabenbeschreibung (Juli 2012)
    - 06.01.12 Aufwand und Kostenabschätzung (Juli 2012)

  - 06.01.40 Brücken
    - 06.01.41 Ziel- und Aufgabenbeschreibung (März 2010)
    - 06.01.42 Aufwand- und Kostenabschätzung (März 2010)
- 06.02 Bestandsprüfung
  - 06.02.30 Tunnel und artverwandte Kunstbauten
    - 06.02.31 Ziel- und Aufgabenbeschreibung (Dezember 2013)
    - 06.02.32 Aufwand- und Kostenabschätzung (Dezember 2013)

  - 06.02.40 Brücken und Überbauungen
    - 06.02.41 Ziel- und Aufgabenbeschreibung (September 2013)
    - 06.02.42 Aufwand- und Kostenabschätzung (September 2013)

## Leistungsbeschreibung
- Leistungsbeschreibung Verkehr und Infrastruktur (LB-VI)
  - LB-VI, Version 4 [separat erhältlich]
    - Weitergehende Informationen zur LB-VI, Version 4 (Mai 2015)
    - Regelblätter zur LB-VI, Version 4 (Mai 2015)
    - Bestellschein für LB-VI, Version 4 (Mai 2015)

## Technische Vertragsbedingungen
- 08.00 Normative und sonstige Verweise
- 08.01 Projektierung und Bauwerksprüfung
- 08.02 Baustellengemeinkosten
- 08.03 Vor-, Abtrags- und Erdarbeiten
  - 08.03.01 Erdarbeiten (Oktober 2010)
  - 08.03.02 Kontinuierlicher walzenintegrierter Verdichtungsnachweis (Juli 1999)
  - 08.03.03 Erdarbeiten (Juli 1993)
  - 08.03.04 Verdichtungsnachweis mittels dynamischen Lastplattenversuches (März 2008)
- 08.04 Entwässerungs- und Kabelgrabarbeiten
  - 08.04.01 Entwässerungs-, Schacht- und Kabelarbeiten (Februar 2016)
  - 08.04.02 Entwässerungsarbeiten (Juli 1993)
- 08.05 Gründungsarbeiten
  - 08.05.01 Pfähle, Schlitzwände und Micropfähle (November 2004)
  - 08.05.04 Tiefenverdichtung und Vertikaldrains (März 2006)
  - 08.05.05 Trägerverbau (März 2009)
- 08.06 Beton-, Stahlbeton- und Mauerungsarbeiten
  - 08.06.01 Beton und Stahlbeton (Dezember 2013)
  - 08.06.02 Bewehrung (Oktober 2011)
  - 08.06.03 Schalung und Gerüstung (Februar 2012)
  - 08.06.04 Mauerungsarbeiten (Juli 1993)
- 08.07 Oberflächenschutz und Abdichtung von Beton
  - 08.07.01 Oberflächenvorbereitung von Betonbauteilen (März 2009)
  - 08.07.02 Oberflächenschutz von Betonbauteilen (März 2009)
  - 08.07.03 Abdichtung und Fahrbahn auf Brücken und anderen Verkehrsflächen aus Beton (September 2015)
  - 08.07.04 Abdichtung von Fugen (September 1997)
- 08.08 Stahlbau
  - 08.08.01 Stahltragwerke (Dezember 2010)
  - 08.08.02 Lager (November 2004)
  - 08.08.03 Geländer (November 2004)
  - 08.08.04 Übergangskonstruktionen (November 2004)
  - 08.08.05 Wellblechdurchlässe (Januar 2011)
- 08.09 Oberflächenschutz und Abdichtung von Metall
  - 08.09.01 Oberflächenvorbereitung von Stahl (Juli 2007)
  - 08.09.02 Oberflächenschutz von Stahl und Aluminium (Mai 2012)
  - 08.09.03 Abdichtung von Stahltragwerken (September 1997)
  - 08.09.04 Qualitätskriterien für Unternehmen zur Ausführung von Korrosionsschutzarbeiten für Oberflächenschutz und Abdichtung von Metall auf der Baustelle (Mai 2012)
- 08.10 Brückenausrüstung
  - 08.10.01 Lager (November 2004)
  - 08.10.03 Übergangskonstruktionen (November 2004)
  - 08.10.04 Leiteinrichtungen (September 1997)
  - 08.10.05 Wasserableitungen (September 1997)
- 08.12 Steinsatz, Böschungs-, Ufer- u. Sohlsicherung
- 08.13 Instandsetzungsarbeiten Bauwerke
  - 08.13.01 Instandsetzung Beton, Stahlbeton und Mauern (Juli 1993)
- 08.15 Unterbauplanum und ungebundene Tragschichten
  - 08.15.01 Ungebundene Tragschichten (Juli 2010)
  - 08.15.02 Ungebundene Tragschichten mit Asphaltgranulat (März 2012)
  - 08.15.03 Ungebundene Tragschichten (Juli 1993)
- 08.16 Bituminöse Trag- und Deckschichten
  - 08.16.01 Anforderungen an Asphaltschichten (Februar 2010)
  - 08.16.02 Anwendung von Asphaltvlies (Dezember 2015)
  - 08.16.03 Anforderungen an halbstarre Deckschichten (HSD) (Oktober 2014)
  - 08.16.04 Oberflächenbehandlungen (Februar 2012)
  - 08.16.05 Dünnschichtdecken in Kaltbauweise und Versiegelungen (März 2011)
  - 08.16.06 Anforderungen an Asphaltschichten – Gebrauchverhaltensorientierter Ansatz (April 2013)
  - Zugehörige Arbeitspapiere
    - Arbeitspapier Nr. 02 Vorspritzen von Bitumenemulsionen (Oktober 2010)
    - Arbeitspapier Nr. 05 Ausbildung von Nähten, Anschlüssen und Fugen im Asphaltstraßenbau (Juli 2013)
    - Arbeitspapier Nr. 13 Anwendungshinweise zu den RVS 08.97.05, RVS 08.16.01 und RVS 11.03.21 (März 2007)
- 08.17 Betondecken
  - 08.17.01 Mit Bindemittel stabilisierte Tragschichten (Juli 2009)
  - 08.17.02 Deckenherstellung (April 2011)
  - 08.17.03 Kreisverkehrsanlagen mit Betonfahrbahndecken (Februar 2009)
  - 08.17.04 Fugen in Betonfahrbahndecken (November 2013)
- 08.18 Pflasterarbeiten, Randbegrenzungen
  - 08.18.01 Pflasterstein- und Pflasterplattendecken, Randeinfassungen (Mai 2009)
- 08.20 Lärmschutzbauten
- 08.21 Sondergründungen
  - 08.21.05 Düsenstrahlverfahren (November 2013)
- 08.22 Bohr-, Ankerungs- und Injektionsarbeiten
  - 08.22.01 Verpressanker, zugbeanspruchte Verpresspfähle und Nägel (November 2013)
- 08.23 Straßenausrüstung
  - 08.23.01 Verkehrszeichen (Juli 2009)
  - 08.23.02 Leitpflöcke aus Kunststoff (Juli 1986)
  - 08.23.03 Leitpflöcke aus Stahlblech (November 1989)
  - Rückstrahler für Leitpflöcke (Februar 1986)
  - 08.23.05 Leitschienen aus Stahl (Mai 2005)
  - 08.23.06 Leitwände aus Beton (Mai 2005)
  - 08.23.07 Verkehrslichtsignalanlagen (Januar 2009)
  - 08.23.08 Leitpflöcke (Februar 2015)
  - 08.23.11 Bodenmarkierungsarbeiten (Juli 2013)
  - Zugehörige Arbeitspapiere
    - Arbeitspapier Nr. 23 Checkliste für die Ausführung von Bodenmarkierungsarbeiten (Juli 2013)
- 08.24 Sanierung Altlasten u. kont. Flächen
- 08.25 Materialverwertung
- 08.26 Untergrunderkundungen
- 08.27 Landschaftsbau
- 08.28 Kabelarbeiten
- 08.29 Amphibien- und Wildschutzeinrichtungen, Zäune
- 08.30 Verkehrslichtsignalanlagen (VLSA)
- 08.31 Verkehrszeichen
- 08.42 Ausbruchsarbeiten UT
  - 08.42.01 Ausbruchsarbeiten UT (April 2011)
- 08.43 Stützmaßnahmen UT
  - 08.43.01 Stützmaßnahmen UT (April 2011)
- 08.44 Entwässerungsarbeiten UT
  - 08.44.01 Entwässerungsarbeiten UT (April 2011)
- 08.45 Abdichtungen UT
  - 08.45.01 Abdichtungen UT (April 2011)
- 08.46 Betonarbeiten UT
  - 08.46.01 Betonarbeiten UT (April 2011)
- 08.47 Nebenarbeiten UT
  - 08.47.01 Nebenarbeiten UT (April 2011)
- 08.48 Bauleistungen für geotechnische Messungen UT
  - 08.48.01 Bauleistungen für geotechnische Messungen UT (April 2011)
- 08.50 Bohrungen und Versuche UT
  - 08.50.01 Bohrungen und Versuche UT (April 2011)
- 08.52 Düsenstrahlverfahren UT
  - 08.52.01 Düsenstrahlverfahren UT (April 2011)
- 08.53 Rohrschirm UT
  - 08.53.01 Rohrschirm UT (April 2011)
- 08.57 Geotechnische Messungen UT
  - 08.57.01 Geotechnische Messungen UT (April 2011)
- 08.61 Gleise Schotter
- 08.62 Weichen Schotter
- 08.63 Feste Fahrbahn
- 08.67 Nebenarbeiten Oberbau
- 08.68 Bettung, Gleis- und Weichenlage
- 08.69 Komponenten (Lieferung)
- 08.90 Prüfungen
- 08.97 Baustoffe
  - 08.97.02 Gesteinsmaterial für Böschungs-, Ufer- und Sohlsicherung (Mai 2005)
  - 08.97.03 Geotextilien im Unterbau (Oktober 1997)
  - 08.97.04 Asphaltgranulat (Oktober 1999)
  - 08.97.05 Anforderungen an Asphaltmischgut (Februar 2010)
  - 08.97.06 Anforderungen an Asphaltmischgut – Gebrauchsverhaltensorientierter Ansatz (April 2013)
- 08.98 Regiearbeiten

## Tunnel
- 09.01 Tunnelbau
  - 09.01.10 Bautechnische und Geotechnische Vorarbeiten
    - 09.01.11 Vorarbeiten im bebauten Bereich (März 2016)
    - 09.01.12 Leistungsumfang (November 1977)
    - 09.01.13 Stadtbereich (März 1992)

  - 09.01.20 Bauliche Gestaltung
    - 09.01.21 Linienführung im Tunnel (September 2007)
    - 09.01.22 Tunnelquerschnitte (März 2010)
    - 09.01.23 Innenausbau (April 2009)
    - 09.01.24 Bauliche Anlagen für Betrieb und Sicherheit (Juni 2014)
    - 09.01.25 Vorportalbereich (April 2015)

  - 09.01.30 Bautechnische und Geotechnische Arbeiten
    - 9.01.31 Kontinuierlicher Vortrieb von Straßentunnel (November 2003)

  - 09.01.40 Konstruktive Ausführung
    - 09.01.41 Offene Bauweise (April 2013)
    - 09.01.42 Geschlossene Bauweise im Lockergestein unter Bebauung (April 2013)
    - 09.01.43 Innenschalenbeton (Mai 2004)
    - 09.01.45 Baulicher Brandschutz in Straßentunnel (Oktober 2015)

  - 09.01.50 Sicherheit Untertagebaustellen
    - 09.01.51 Richtlinien für die Planung und Umsetzung eines Sicherheits- und Gesundheitskonzeptes auf Untertagebaustellen (Februar 2009)
- 09.02 Tunnelausrüstung
  - 09.02.20 Betrieb und Sicherheit
    - 09.02.22 Tunnelausrüstung (Juni 2014)

  - 09.02.30 Belüftung
    - 09.02.31 Grundlagen (Juni 2014)
    - 09.02.32 Luftbedarfsberechnung (Juni 2010)

  - 09.02.40 Lichttechnik
    - 09.02.41 Beleuchtung (Februar 2014)

  - 09.02.50 Löschsysteme
    - 09.02.51 Ortsfeste Brandbekämpfungsanlagen (Juli 2014)

  - 09.02.60 Tunnelfunktechnik
    - 09.02.61 Funkeinrichtungen (September 2009)
- 09.03 Sicherheit
  -     - 09.03.11 Tunnel-Risikoanalysemodell (April 2015)
    - 09.03.12 Risikobewertung von Gefahrguttransporten in Straßentunneln (Juni 2012)
- 09.04 Erhaltung und Betrieb
  - 09.04.11 Erhaltung und Betrieb (Januar 2008)

## Rechtliche Vertragsbestimmungen
- 10.01 Besondere rechtliche Vertragsbestimmungen
  - 10.01.11 Besondere rechtliche Vertragsbestimmungen für Bauleistungen an Straßen (Dezember 2009)
- 10.02 Besondere Vergabebestimmungen
  - 10.02.11 Eignungskriterien für die Leistungsfähigkeit von Bietern für Tunnel-, Brücken-,Straßen- und Eisenbahnbauten (April 2010)
  - 10.02.12 Zuschlagskriterien für Bauaufträge – Brücken- und Tunnelbau (März 2008)
- 10.03 Preisumrechnung im Verkehrswegebau
  - 10.03.12 Ausnahme zur Festpreisregelung bei preisbestimmenden Kostenanteilen gemäß Bundesvergabegesetz 2006 (März 2007)
  - Zugehörige Arbeitspapiere
    - Arbeitspapier Nr. 19 Preisumrechnung für den Straßen- und Brückenbau nach der LB-VI (März 2011)

## Qualitätssicherung Bau
- 11.02 Unterbau
  - 11.02.40 Bodenstabilisierung
    - 11.02.45 Bodenstabilisierung mit Kalk (Oktober 1978)
- 11.03 Straßenoberbau
  - 11.03.20 Asphalt
    - 11.03.21 Asphalt und Asphaltschichten, Prüfung und Abrechnung, Abrechnungsbeispiele (Februar 2010)
    - 11.03.22 Entscheidungshilfe bei der Verwertung von Asphaltgranulat für Asphaltmischgut (August 2012)
    - 11.03.23 Prüfberichte für Asphaltkonstruktionen (Januar 1988)
- 11.06 Prüfungen
  - 11.06.20 Steinmaterial
    - 11.06.21 Frosthebungsversuche (August 1999)
    - 11.06.22 Probenahme (August 2004)
    - 11.06.23 Bestimmung des Polierwertes von Sand (Juni 2012)
    - 11.06.24 Asphaltprobeplatten / Herstellung mit dem Walzsektor-Verdichtungsgerät (Juni 2012)
    - 11.06.26 Wasseraufnahme der Kornklassen kleiner 0,125 mm (Enslin-Versuch) (November 1987)
    - 11.06.27 Durchlässigkeit Labor (September 2000)
    - 11.06.28 Haufwerkshohlraum (Januar 1991)
    - 11.06.29 Durchlässigkeit Baustelle (September 1997)

  - 11.06.40 Beton
    - 11.06.41 Beurteilung der Wirksamkeit von Imprägniermitteln für nicht frosttausalzbeständige Betonoberflächen (September 1984)
    - 11.06.42 Nachbehandlungsmittel für Beton (Mai 2016)
    - 11.06.43 Kunststoffzusätze für Beschichtungen (Dezember 1985)
    - 11.06.44 Qualitätssicherung gem. ÖNORM B 4710-1 (Dezember 2001)

  - 11.06.50 Asphalt
    - 11.06.57 Bezugsdichte AGR (Mai 2002)
    - 11.06.58 Bitumenemulsionen, verschnittene und gefluxte bitumenhaltige Bindemittel (Mai 2013)
    - 11.06.59 Bestimmung des Calciumhydroxidgehalts von Mischfüller, extrahierten Füller und Kalkhydrat (Oktober 2013)

  - 11.06.60 Fahrbahnoberfläche
    - 11.06.61 Drainverhalten (November 1995)
    - 11.06.62 Ebenheitsmessungen (Oktober 2012)
    - 11.06.63 Deflektionsmessungen (November 1995)
    - 11.06.64 Rollgeräuschmessungen (April 1997)
    - 11.06.65 Griffigkeitsmessungen mit dem System RoadSTAR (November 2002)
    - 11.06.66 Lasertexturmessungen mit dem System RoadSTAR (November 2004)
    - 11.06.67 Querebenheitsmessungen mit dem System RoadSTAR (November 2004)
    - 11.06.68 Längsebenheitsmessungen mit dem System RoadSTAR (November 2004)
    - 11.06.69 Digitale Hochgeschwindigkeitsbilderfassung der Fahrbahnoberfläche mit dem System RoadSTAR (April 2009)
    - 11.06.71 Griffigkeitsmessungen mit dem Griptester (Juni 2009)
    - 11.06.74 Technische Anforderungen bei Griffigkeitsmessungen (November 2013)

  - 11.06.80 Abdichtung und Fahrbahn auf Brücken und anderen Verkehrsflächen aus Beton
    - 11.06.81 Abnahmeprüfungen (September 2015)

## Qualitätssicherung Betrieb
- 12.01 Grundlagen
  - 12.01.10 Organisation
    - 12.01.11 Mechanisierte Straßenerhaltung (März 1977)
    - 12.01.12 Standards in der betrieblichen Erhaltung von Landesstraßen (Oktober 2013)
- 12.02 Fahrzeuge und Geräte
  - 12.02.10 Allgemeines
    - 12.02.11 Einheitliche Kennzeichnung von Fahrzeugen und Geräten (Februar 1981)

  - 12.02.20 Fahrzeuge
    - 12.02.21 Kraftfahrzeuge A – Hydraulikanlagen in Winterdienstfahrzeugen (Dezember 2013)
    - 12.02.22 Kraftfahrzeuge B – Frontanbauplatte für Winterdienstfahrzeuge (Dezember 2013)

  - 12.02.30 Geräte zur Kommunikation
    - 12.02.31 Sprechfunkgeräte (Mai 1988)
- 12.04 Winterdienst
  - 12.04.10 Organisation und Durchführung
    - 12.04.11 Allgemeines (Januar 2001)
    - 12.04.12 Schneeräumung und Streuung (August 2010)
    - 12.04.13 Vorbeugende Maßnahmen gegen Schneeverwehungen – Schneezäune (April 2015)
    - 12.04.14 Straßenzustandsinformationssysteme (SZIS) für den Winterdienst (November 2014)
    - 12.04.15 Minimierung von Umweltauswirkungen beim Einsatz von Streumittel im Winterdienst (Oktober 2012)
    - 12.04.16 Streumittel (Oktober 2011)

  - Zugehörige Arbeitspapiere
    - Arbeitspapier Nr. 11 Einsatz von Streumitteln im Winterdienst (Oktober 2012)
    - Arbeitspapier Nr. 21 Ergänzende Einweisungsunterlagen für das Winterdienst-Personal (November 2014)
- 12.05 Grünflächen
  - 12.05.11 Anlage, Bepflanzung und Pflege von Grünflächen (September 2006)
- 12.06 Straßenentwässerung
  - 12.06.11 Instandhaltung von Entwässerungsanlagen (September 2014)

## Qualitätssicherung bauliche Erhaltung
- 13.01 Bauliche Straßenerhaltung
  - 13.01.10 Pavement Management
    - 13.01.11 Zustandbeschreibung und mögliche Schadensursachen von Asphalt- und Betonstraßen (August 2009)
    - 13.01.15 Beurteilungskriterien für messtechnische Zustandserfassung mit dem System RoadSTAR (März 2006)
    - 13.01.16 Bewertung von Oberflächenschäden und Rissen auf Asphalt- und Betondecken (November 2012)

  - 13.01.30 Straßenentwässerung
    - 13.01.31 Entwässerungsanlagen (September 1992)

  - 13.01.40 Asphaltstraßen
    - 13.01.41 Grundlagen für Zustands- und Maßnahmenbeurteilung (Juli 2015)
    - 13.01.42 Verfüllen von Rissen (Juni 2007)
    - 13.01.43 Instandsetzung nach Grabungsarbeiten (Dezember 2009)

  - 13.01.50 Betonstraßen
    - 13.01.51 Betondeckenerhaltung (März 2016)
    - 13.01.52 Beschichtungen aus Zementbeton (Februar 1988)
- 13.03 Überwachung, Kontrolle und Prüfung von Kunstbauten
  - 13.03.01 Monitoring von Brücken und anderen Ingenieurbauwerken (Februar 2012)
  - 13.03.11 Straßenbrücken (Oktober 2011)
  - 13.03.21 Geankerte Stützbauwerke (Dezember 2013)
  - 13.03.31 Straßentunnel – Baulich Konstruktive Teile (April 2013)
  - 13.03.41 Straßentunnel – Betriebs- und Sicherheitseinrichtungen (Juli 2014)
  - 13.03.51 Wegweiserbrücken (Juli 2013)
  - 13.03.61 Nicht geankerte Stützbauwerke (März 2010)
  - 13.03.71 Lärmschutzbauwerke (Mai 2016)
  - 13.03.81 Wannenbauwerke (Mai 2016)
- 13.04 Bauwerksdatenbank
  - 13.04.01 Allgemeiner Teil (August 2009)
  - 13.04.11 Brückenbauwerke (August 2009)
  - 13.04.12 Wannenbauwerke (August 2009)
  - 13.04.13 Mauern und geankerte Konstruktionen (August 2009)
  - 13.04.21 Galerien und Tunnel in offener Bauweise (August 2009)
  - 13.04.22 Straßentunnel in geschlossener Bauweise (August 2009)
  - 13.04.23 Betriebs- und sicherheitstechnische Einrichtungen Tunnel (Juli 2014)
  - 13.04.31 Wegweiserbrücken (August 2009)
  - 13.04.32 Lärmschutzwände und -dämme (August 2009)
  - 13.04.41 Schutzbauten (August 2009)

## Straßenmanagement
- 14.01 Baumanagement
  - 14.01.10 Bauaufsicht
    - 14.01.11 Tätigkeit der Bauaufsicht (Januar 2008)

  - Zugehörige Arbeitspapiere
    - Arbeitspapier Nr. 16 Aufgaben der örtlichen Bauaufsicht beim Einsatz von Bauprodukten auf der Baustelle in Bezug auf CE-Kennzeichnungen, ÜA-Kennzeichnungen, Zulassungen und Gütezeichen (Juli 2012)
- 14.02 Betriebsmanagement
  - 14.02.10 Schulungswesen
    - 14.02.11 Schulung für Straßen- und Brückenmeister (Februar 1981)
    - 14.02.12 Schulung für Straßenwärter in besonderer Verwendung (Juni 1989)
    - 14.02.13 Schulung für motorisierte Streckenwarte (Juni 1989)
    - 14.02.14 Technisches Verwaltungspersonal für Verkehrsbauten (Juni 2003)
    - 14.02.15 Qualifikation und Schulung für das Betriebspersonal von Tunneln und Einhausungen (Januar 2008)
    - 14.02.16 Einweisungsunterlagen für das Winterdienstpersonal (Oktober 2011)

## Brücken
- 15.01 Allgemeines
  - 15.01.11 Qualitätskriterien für die Planung von Brücken (Juni 2003)
- 15.02 Entwurf und Planung
  - 15.02.10 Planungsgrundlagen
    - 15.02.11 Vorkehrungen zur Brückenprüfung und -erhaltung (Mai 2003)
    - 15.02.13 Dauerhaftigkeit von Brücken – Grundlagen für die Berechnung von Lebenszykluskosten (April 2012)

  - 15.02.30 Berechnungs- und Bemessungshilfen
    - 15.02.32 Schnittgrößen in Fahrbahnplatten von Straßenbrücken (September 2012)
    - 15.02.33 Lastannahmen und Hinweise für Lärmschutzwände auf Brücken (März 2008)
    - 15.02.34 Berechnungs- und Bemessungshilfen, Bemessung und Ausführung von Aufbeton auf Fahrbahnplatten (Juli 2011)
- 15.03 Bauausführung
  - 15.03.10 Abdichtung und Fahrbahn auf Brücken und anderen Verkehrsflächen aus Beton
    - 15.03.11 Grundlagen und Begriffsbestimmungen (September 2015)
    - 15.03.12 Abdichtungssysteme mit Polymerbitumenbahnen (September 2015)
    - 15.03.13 Flüssig aufzubringende Abdichtungssysteme (September 2015)
    - 15.03.14 Ausgleichs- und Instandsetzungsmörtel (September 2015)
    - 15.03.15 Fahrbahnaufbau (September 2015)

  - Zugehörige Arbeitspapiere
    - Arbeitspapier Nr. 04 Herstellungs- und Abnahmeprotokoll zu den RVS 08.07.03 und RVS 11.06.81 für Abdichtung und Fahrbahn auf Brücken und anderen Verkehrsflächen aus Beton (September 2015)
- 15.04 Brückenausrüstung
  - 15.04.10 Randleisten- und Mittelstreifenkonstruktion
    - 15.04.11 Ausführung in Ortbeton (Januar 1983)
    - 15.04.12 Verankerung im Beton (September 2006)
    - 15.04.13 Ausführung in Stahl (Januar 1983)

  - 15.04.20 Brückengeländer
    - 15.04.21 Anforderungen an die Ausbildung und Dimensionierung (Oktober 2014)
    - 15.04.22 Geländerverkleidungen (Juli 2013)

  - 15.04.30 Anlagen für den Umweltschutz
    - 15.04.31 Brückenentwässerung (Oktober 2011)

  - 15.04.50 Übergangskonstruktionen
    - 15.04.51 Ausführungsbestimmungen (Dezember 2010)
    - 15.04.52 Schalltechnische Beurteilung von Fahrbahnübergängen (Dezember 2010)

  - 15.04.60 Sonderkonstruktionen
    - 15.04.61 Zusätzliche Mittelstreifenabsicherung (November 1999)

  - 15.04.70 Vertikale Leiteinrichtungen
    - 15.04.71 Fahrzeugrückhaltesysteme (Oktober 2009)
    - 15.04.72 Kennzeichnung von Brücken für Sondertransportabwicklungen (Oktober 2009)

  - 15.04.90 Einbauten
    - 15.04.91 Leitungseinbauten in Brücken (März 2006)
- 15.05 Korrosionsschutz
  - 15.05.10 Stahl
    - 15.05.11 Stahl- und Aluminiumkonstruktionen (Mai 2012)

  - 15.05.20 Aluminium
    - 15.05.21 Aluminiumkonstruktionen (Juni 2010)

  - 15.05.30 Leichtkonstruktionen
    - 15.05.31 Pulverbeschichtung auf Stahlkonstruktionen (August 2014)
- 15.06 Unterbau
  - 15.06.11 Schleppplatten und Hinterfüllungen (Dezember 2012)

## RVS-Arbeitspapiere
- Nr. 01 Grundlagen und Motive bzgl. der Organisation und der Anzahl der Stellplätze für Fahrzeuge im Individualverkehr (Januar 2001)
- Nr. 02 Vorspritzen von Bitumenemulsionen (Oktober 2010)
- Nr. 04 Herstellungs- und Abnahmeprotokoll zu den RVS 08.07.03 und RVS 11.06.81 für Abdichtung und Fahrbahn auf Brücken und anderen Verkehrsflächen aus Beton (September 2015)
- Nr. 05 Ausbildung von Nähten, Anschlüssen und Fugen im Asphaltstraßenbau (Juli 2013)
- Nr. 08 Verkehrssicherheitsbericht 2007 (Dezember 2007)
- Nr. 09 Muster einer Betriebsvorschrift für eine Anschlussbahn im Eigenbetrieb (Februar 2005)
- Nr. 11 Einsatz von Streumitteln im Winterdienst (Oktober 2012)
- Nr. 13 Anwendungshinweise zu den RVS 08.97.05, RVS 08.16.01 und RVS 11.03.21 (März 2007)
- Nr. 16 Aufgaben der örtlichen Bauaufsicht beim Einsatz von Bauprodukten auf der Baustelle in Bezug auf CE-Kennzeichnungen, ÜA-Kennzeichnungen, Zulassungen und Gütezeichen (Juli 2012)
- Nr. 17 Ausbreitung von Luftschadstoffen an Verkehrswegen und Tunnelportalen – Anforderungen und Ausbreitungsmodelle (April 2014)
- Nr. 18 Anwendungshinweise zur RVS 04.02.11 "Lärmschutz" (Mai 2015)
- Nr. 19 Preisumrechnung für den Straßen- und Brückenbau nach der LB-VI (März 2011)
- Nr. 20 Fachliche Grundlage zur RVS 04.03.14 "Schutz wildlebender Säugetiere (ausgenommen Fledermäuse) an Verkehrswegen" (Dezember 2009)
- Nr. 21 Ergänzende Einweisungsunterlagen für das Winterdienst-Personal (November 2014)
- Nr. 22 Fachliche Grundlage zur RVS 04.03.15 „Artenschutz an Verkehrswegen“ (Oktober 2015)
- Nr. 23 Checkliste für die Ausführung von Bodenmarkierungsarbeiten (Juli 2013)
- Nr. 26 Anwendungshinweise zur RVS 04.04.11 (Oktober 2014)
- Nr. 27 Einsatzkriterien für Begegnungszonen (Juli 2014)

## Quelle
- Richtlinien und Vorschriften für das Straßenwesen bei fsv.at